# Mazar-e-Quaid
il Mazar-e-Quaid (lett. "mausoleo del leader"), noto anche come il mausoleo di Muhammad Ali Jinnah o il mausoleo Nazionale, è il mausoleo del Quaid-e-Azam (lett. "grande leader") Mohammad Ali Jinnah, il fondatore del Pakistan, così come di sua sorella, Mäder-e-Millat (lett. "madre della nazione") Fatima Jinnah, e Liaquat Ali Khan, il primo Primo Ministro del Pakistan.

## Descrizione
Situato nei quartieri Jamshed di Caraci, il mausoleo (in urdu مزار‎?, mazār, termine di origine persiana), completato nel 1960 è, ovunque nel mondo, il simbolo per eccellenza della metropoli pachistana, e una delle mete turistiche più ambite tra i visitatori stranieri.
Il mausoleo, risplendente di notte, può essere avvistato a distanza di chilometri. Il complesso ospita ogni anno diverse cerimonie ufficiali durante alcune ricorrenze di stato come, ad esempio, il 23 marzo (giorno del Pachistan), il 14 agosto (giorno dell'indipendenza), l'11 settembre (anniversario della morte di Jinnah) e il 25 dicembre (compleanno di Jinnah). Il mausoleo ha ospitato sovente dignitari e funzionari stranieri durante visite di stato.
Il mausoleo fu progettato dall'architetto Yahya Merchant. Fu realizzato in marmo bianco con archi curvi moreschi e griglie di rame rimpiazzate su una piattaforma sopraelevata di 54 m².
Il mausoleo si trova in un parco di 53 ettari e l'edificio, costruito su una piattaforma sopraelevata di 4 m, ha un ingombro in pianta di 75x75 m, con una altezza di 43 m. In ciascuna parete è posto un ingresso, quindici fontane in fila portano alla piattaforma da un lato e da tutti i lati viali schierati conducono alle porte. Il sancta sanctorum riflette il verde di un lampadario di cristallo a quattro livelli, donato dalla Repubblica Popolare Cinese. Il sito è circondato da un parco dotato di riflettori che di notte illuminano il mausoleo bianco.
All'interno del complesso, ci sono tre tombe in fila, e una quarta a nord di queste. Quella settentrionale, che è decorata con una serie di disegni floreali con nero alla base, appartiene a Fatima Jinnah, sorella del Quaid-e-Azam. Delle tre tombe, quella settentrionale appartiene a Liaquat Ali Khan, il primo Primo Ministro del Pachistan. La tomba all'estremità meridionale appartiene a Sardar Abdur Rab Nishtar. Nel mezzo è sepolto Nurul Amin, che era il vice-presidente del Pachistan. Tutte queste tombe sono in marmo bianco italiano, e sono del tipo a scatola, come il sarcofago di Jinnah, posto su una base tripla. Ma i lati di queste tombe sono assottigliate verso l'interno, mentre quella di Jinnah sta divergendo verso l'esterno. Tutte le sepolture sono semplici, esclusa quella della Mohtarma (Signora) Fatima Jinnah, caratterizzata da un ornamento floreale sulla base.

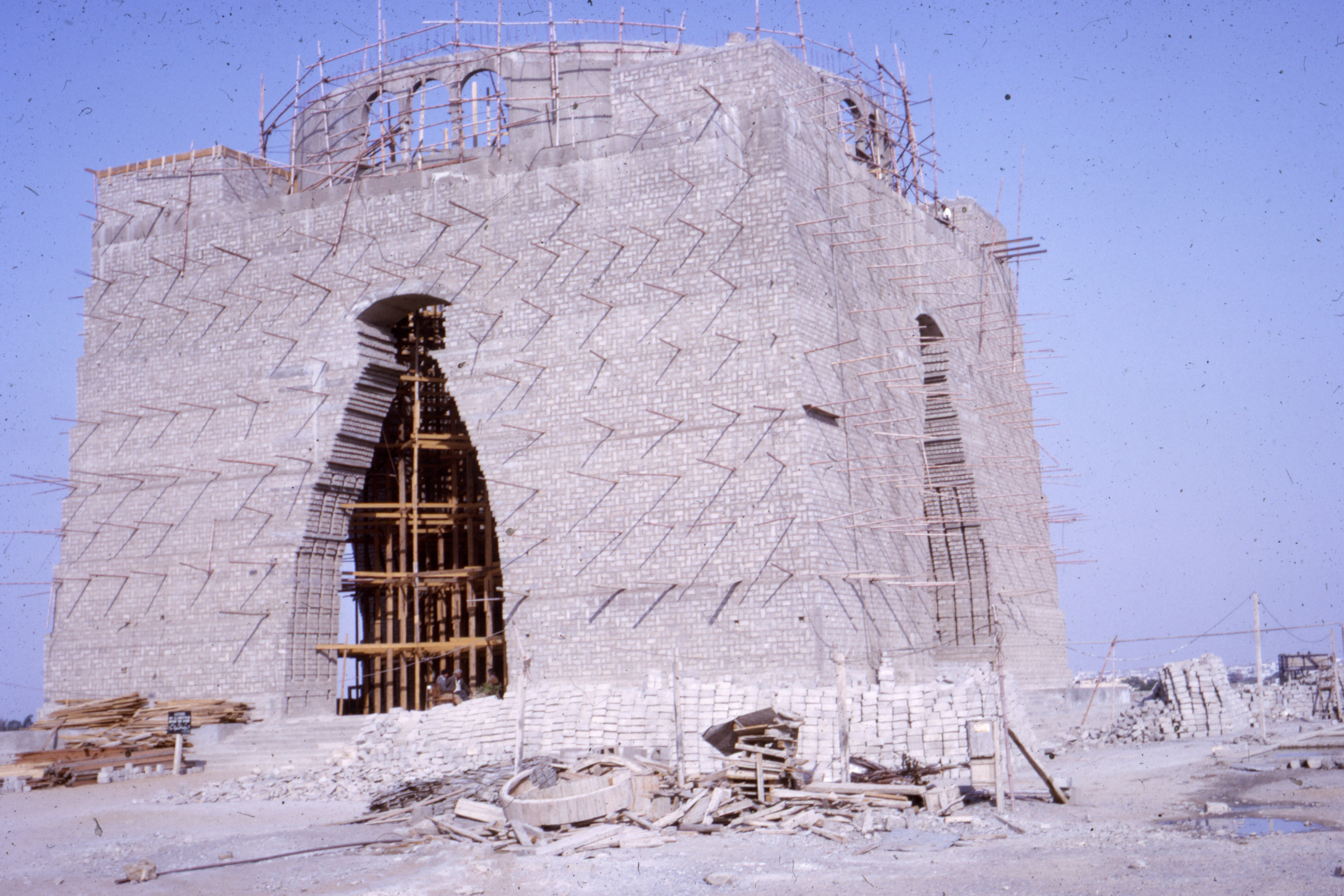
Il mausoleo in fase di costruzione nel 1964
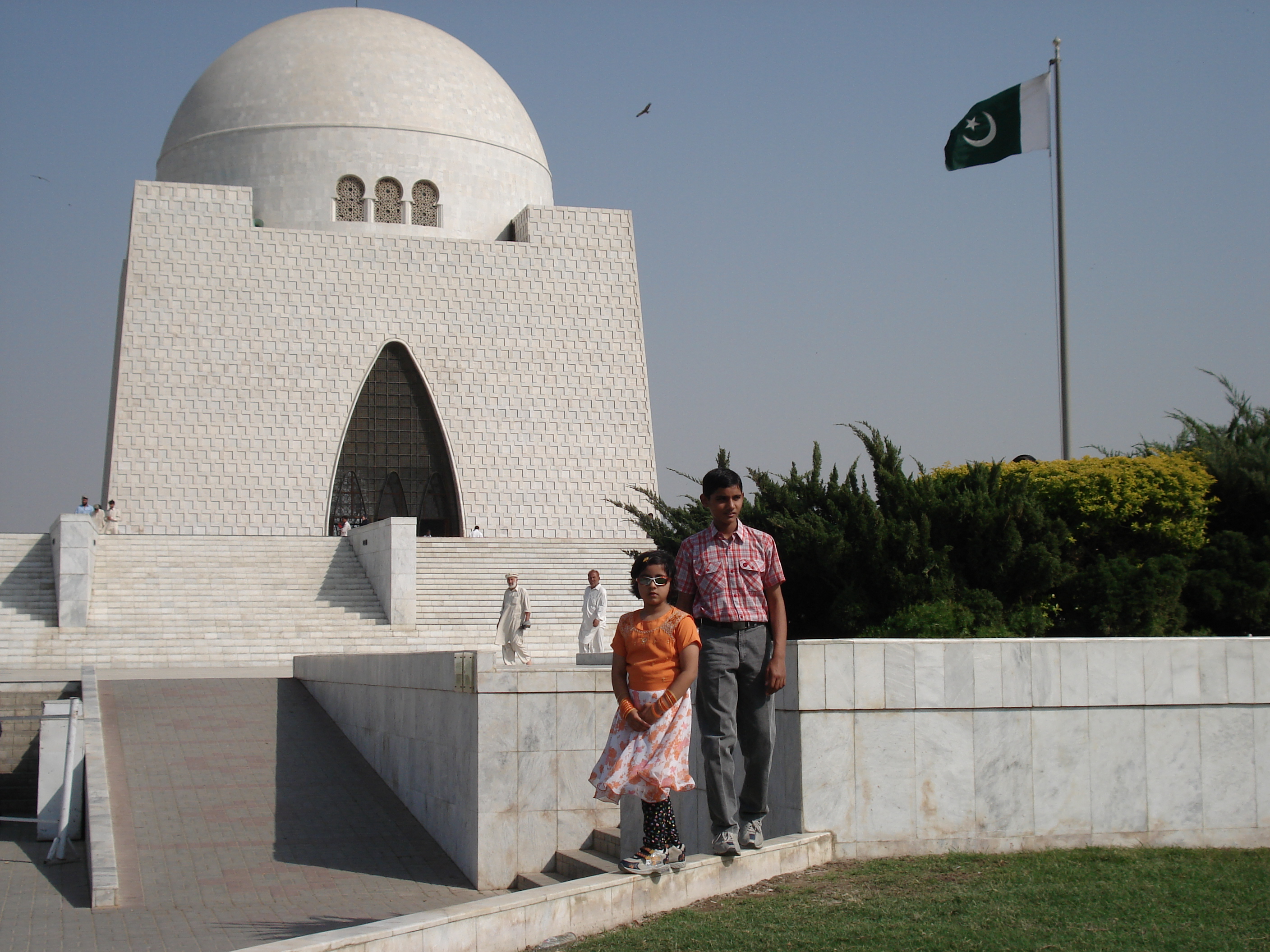
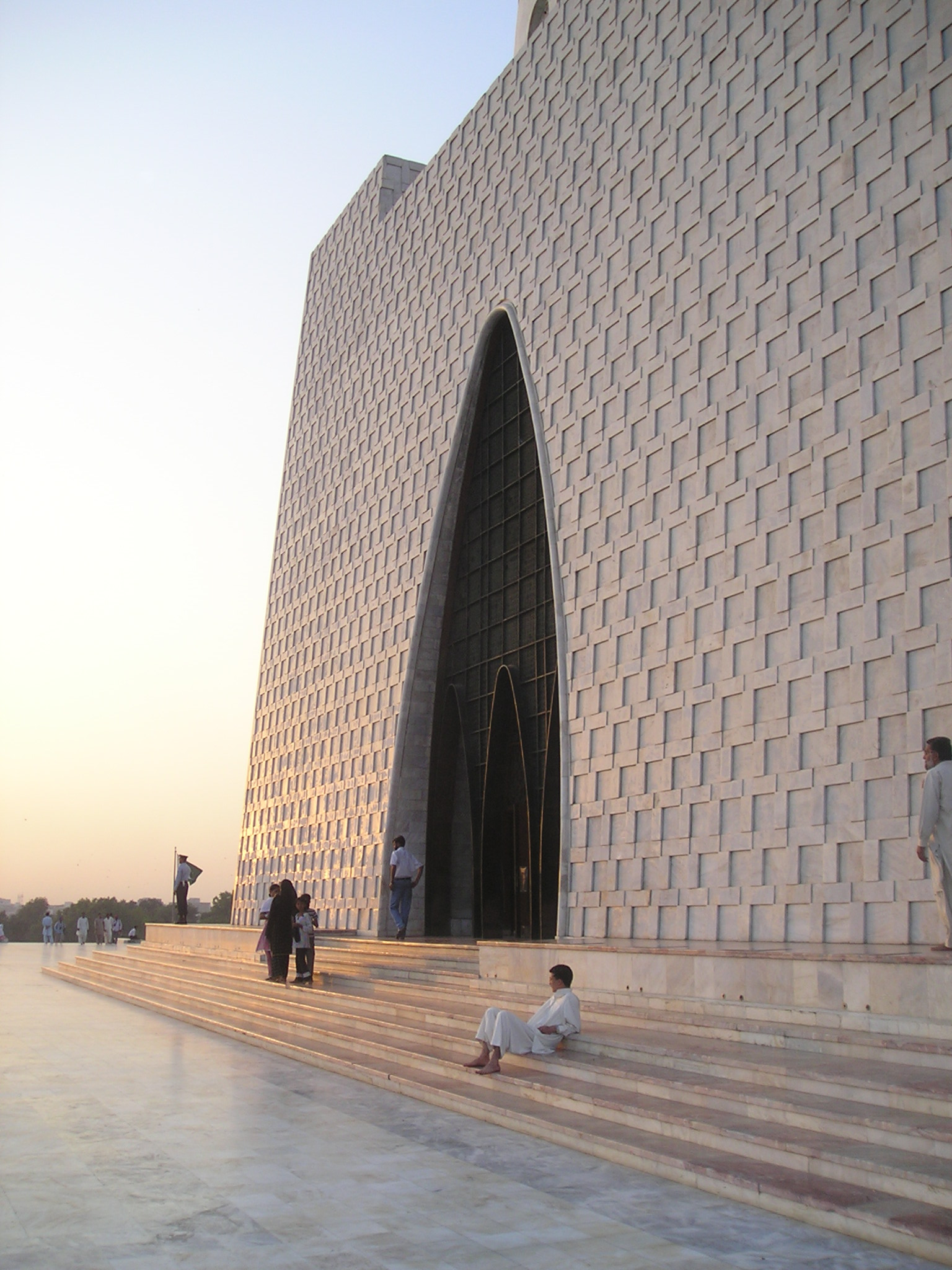
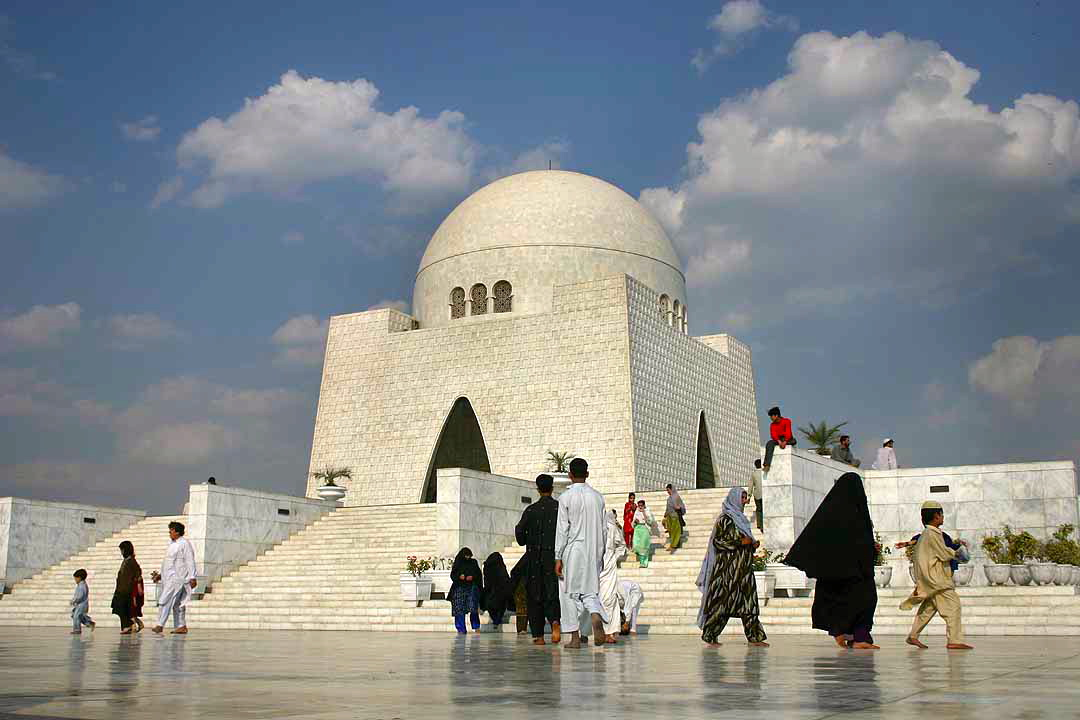